# Молла Гюрани
Молла́ Гюрани́ (осман. ملا گوراني‎, тур. Molla Gürânî; курд. Mele Guranî; 1406 или 1410—1488, Стамбул) — шейх-уль-ислам Османской империи курдского происхождения в правление султанов Мехмеда II и Баязида II.

## Биография
Его настоящее имя Шемседдин Ахмед бен Исмаил, но в некоторых источниках приводится лакаб не Шемседдин, а Шерефеддин или Шехабеддин. Аль-Макризи указывает его дату рождения как 28 августа 1406 года. Ас-Сахави же утверждал, что Ахмед родился в Гуране в 1410 году. Историк XV века Бурхан ад-Дин аль-Бикаи полагал, что Ахмед родился в селе Хилер у Диярбакыра. Получил образование в Багдаде и Хиснкайфе у известных учёных, под руководством которых изучал кираат (декламацию Корана), калам, арабский язык, тафсир и фикх.
В 1426/27 году он продолжил обучение в Дамаске, а в 1431/32 — в Каире, где стал учеником Ибн Хаджара аль-Аскаляни, аль-Калкашанди и Аль-Макризи.
Благодаря своей образованности Молла Гюрани вошел в окружение мамлюкского султана Аз-Захира Джакмака. Позже он был назначен мударрисом фикха в медресе Баркука в Каире. В 1440 году он был обвинён в оскорблении предков султана и приговорён к 80 ударам на фалаке. После наказания он был сослан в Дамаск, откуда вместе с учёным Моллой Йеганом уехал в Анатолию. Затем вместе с Моллой Йеганом он отправился в Эдирне ко двору султана Мурада II. По словам Шемседдина Сехави, в этот период Молла Гюрани перешел от шафиитского мазхаба в ханафитский.
В 1443 году Молла Гюрани был назначен наставником шехзаде Мехмеда. Во время первого правления Мехмеда II Молла Гюрани был советником юного султана, а после возвращения Мурада II на престол вернулся с Мехмедом в Манису. Мехмед II высоко ценил и уважал своего наставника. В 1451 году Мехмед II после смерти отца стал султаном во второй раз и предложил своему наставнику стать визирем. Молла Гюрани отказался и объяснил это тем, что «Те, кто служат у ваших дверей, стремятся в конечном итоге достичь должности визиря. Если визирем станет кто-то другой, кроме них, их лояльность к вам ослабнет и порядок вашего правления нарушится».
В 1451 году он стал кадиаскером. Во время осады Константинополя в 1453 году Молла Гюрани был одним из советников султана. После захвата Константинополя Молла Гюрани составил для Мехмеда письмо о взятии города, которое было отправлено мамлюкскому султану. Позже Молла Гюрани был назначен кади Бурсы, но в 1455 году был уволен с этой должности. После увольнения Молла Гюрани отправился в паломничество, посетив Алеппо, Дамаск и Иерусалим, а в 1458 году вернулся в Стамбул и во второй раз был назначен кади Бурсы.
В 1480 году Молла Гюрани был назначен муфтием Стамбула, а позднее — шейх-уль-исламом. В правление Баязида II он также занимал этот пост. Молла Гюрани построил в Стамбуле две мечети, две малые мечети (месджид), медресе, хамам, начальную школу и караван-сарай. Скончался в 1488 году в Стамбуле, был похоронен на кладбище около построенной по его приказу мечети в районе Аксарай.
Молла Гюрани был автором нескольких стихотворений и комментариев, а также трудов по богословию «Гаят аль-амани фи тафсир аль-калам ар-раббани» (араб. كتاب غاية الأماني في تفسير الكلام الرباني‎) и «ад-Дурар ал-лавами‘ фи шарх джам‘ аль-джавами‘» (араб. الدرر اللوامع في شرح جمع الجوامع‎), в котором он разбирал труд аль-Махалли.